# Берында, Памва
Па́мва Беры́нда (светское имя — Па́вел; между 1550 и 1570 годами; Езуполь, Речь Посполитая — 13 июля 1632; Киев, Речь Посполитая) — украинский лексикограф, поэт, переводчик религиозной литературы и гравёр. Один из первых восточнославянских типографов в землях Руси.

## Биография
Памва Берында родился в середине XVI века в Галиции, предположительно, в семье валашского происхождения. Был образованнейшим человеком своего времени. Владел древнегреческим, латынью, старославянским и древнееврейским языками. В середине 1590-х годов сблизился со львовским епископом Гедеоном Балабаном, который открыл в своём имении в Стрятине типографию и пригласил Берынду организовать её работу. В 1597 году Берында переехал в Стрятин и приступил к издательской деятельности. В 1604 году он совместно с Симеоном Будным издал «Служебник», а в 1606 году — «Требник». В том же 1606 году Берында переехал из Стрятина в Перемышль, работать у местного православного епископа Михаила Копыстенского, а деятельность стрятинской типографии приостановилась.
Между 1610 и 1613 годами Памва Берында овдовел и принял монашество. В 1614—1616 годах служил в типографии львовского Успенского братства и преподавал в братской школе.
В 1615 году киево-печерский архимандрит Елисей Плетенецкий приобрёл бездействующую стратинскую типографию и снова пригласил туда работать Памву Берынду. Впоследствии Плетенецкий вывез типографию целиком из Стрятина в Киев, где положил в основу будущей типографии Киево-Печерской лавры. В 1619 году Берында вместе с сыном Лукашем переехал в Киев и работал в этой типографии до конца жизни, а в период с 1627 по 1629 годы и возглавлял. В 1620 году иерусалимский патриарх Феофан III удостоил Памву Берынду звания протосинкелла. Наиболее значимый труд Памвы Берынды — «Лексикон славеноросский». Умер Памва Берында 13 июля 1632 году в Киеве.

## Работы

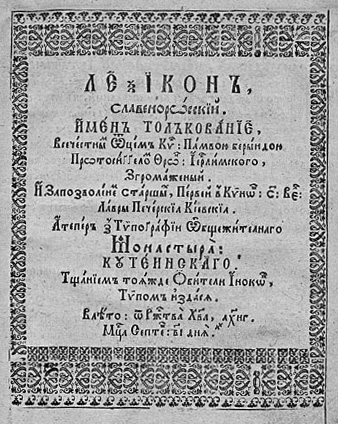
Титульная страница «Лексикона». Тип. Кутеинского монастыря. 1653 г.

В разное время Берында трудился над написанием, редактированием и изданием таких книг и ксилографий как:
- «Служебник» (Стрятин, 1604)
- «Требник» (Стрятин, 1606)
- «Иоанна Златоустого книга о священстве» (Львов, 1614)
- Ксилография с изображением евангелиста Иоанна (Львов, 1616)
- «Вирши на Рождество Господа Бога и Спаса нашего Иисуса Христа» (Львов, 1616)
- «Анфологион» (Киев, 1619)
- «Номоканон» (Киев, 1620)
- «Беседы Иоанна Златоуста на 14 посланий апостола Павла» (Киев, 1623)
- «Беседы Иоанна Златоуста на Деяния апостолов» (Киев, 1624)
- «Толкование на „Апокалипсис“ Андрея Кессарийского» (Киев, 1625)
- «Триодь постная» (Киев, 1627)
- «От Отечьника скитскаго повесть удивителна о диаволе» (Киев, 1627) (приписывается)
- «Лексикон славеноросский альбо имён толкование» (Киев, 1627) — второй словарь церковнославянских слов с переводом на староукраинский язык, см. П. Беринда. «Лексіконъ славенорωсскїй и именъ Тлъкованїє».
  - Переиздан в 1961 году Институтом языкознания имени А. А. Потебни Академии наук Украинской ССР (воспроизведён фотомеханическим способом в издательстве АН УССР, Киев; серия «Пам’ятки української мови XVII ст.»).
- «Поучения аввы Дорофея» (Киев, 1628)
- «Любомудрейшаго кир Агапита главизны поучителны» (Киев, 1628)
- Ксилография «Темница богоугодная святых осужденник» (Киев, 1629)
- «Имнологии» (Киев, 1630) — панегирик-акростих, посвящённый Петру Могиле
- «Триодь цветная» (Киев, 1631)

## Память
В честь Памвы Берынды названы улица во Львове (до 1992 года — улица Яна Килиньского) и переулок в Киеве (до 2018 года — переулок Михаила Реута).